# Cordilheira Oriental (Colômbia)

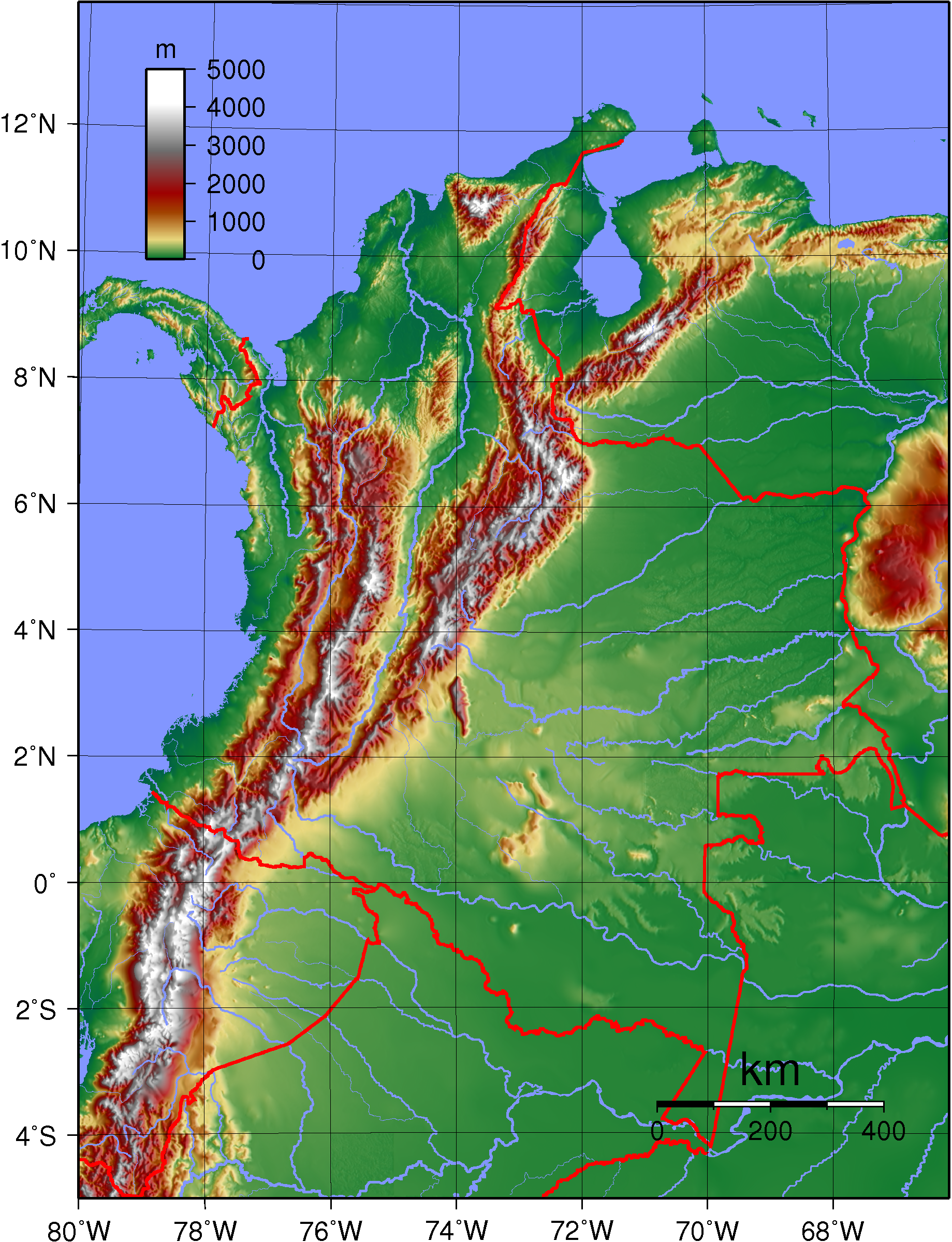
Mapa topográfico mostrando a Cordilheira dos Andes adentrando na Colômbia com a Cordilheira Oriental se estendendo para a Venezuela.

A Cordilheira Oriental é um dos três principais ramais em que é dividida a Cordilheira dos Andes na Colômbia. Ele se estende do sudoeste ao nordeste; do Maciço Colombiano, no departamento de Huila até o departamento de Norte de Santander, onde ele se divide em dois: o braço norte segue até a Sierra de Perijá e o outro segue para o nordeste na Venezuela, onde é chamado de Serra Nevada de Mérida.
A parte ocidental da Cordilheira Oriental pertence à bacia do Rio Magdalena, enquanto que a parte oriental incluem partes das bacias dos rios Amazonas, Orinoco e Catatumbo. Nessa parte oriental destacam-se o Altiplano Cundiboyacensee a Sierra Nevada del Cocuy.